# Wahlbezirk Steiermark 17
Der Wahlbezirk Steiermark 17 war ein Wahlkreis für die Wahlen zum Abgeordnetenhaus im österreichischen Kronland Steiermark. Der Wahlbezirk wurde 1907 mit der Einführung der Reichsratswahlordnung geschaffen und bestand bis zum Zusammenbruch der Habsburgermonarchie.

## Geschichte
Nachdem der Reichsrat im Herbst 1906 das allgemeine, gleiche, geheime und direkte Männerwahlrecht beschlossen hatte, wurde mit 26. Jänner 1907 die große Wahlrechtsreform durch Sanktionierung von Kaiser Franz Joseph I. gültig. Mit der neuen Reichsratswahlordnung schuf man insgesamt 416 Wahlbezirke, wobei mit Ausnahme Galiziens in jedem Wahlbezirk ein Abgeordneter im Zuge der Reichsratswahl gewählt wurde. Der Abgeordnete musste sich dabei im ersten Wahlgang oder in einer Stichwahl mit absoluter Mehrheit durchsetzen. Der Wahlkreis Steiermark 17 umfasste den Gerichtsbezirk Graz Umgebung ohne die Gemeinden Andritz, Eggenberg, Gösting, Gratwein, Judendorf-Straßengel und Sankt Stefan am Gratkorn (alle Wahlbezirk Steiermark 4).
Bei der Reichsratswahl 1907 setzte sich der Christlichsoziale Franz Huber im ersten Wahlgang durch. Huber konnte sein Mandat bei der Reichsratswahl 1911 erfolgreich verteidigen.

## Wahlergebnisse

### Reichsratswahl 1907
Die Reichsratswahl 1907 wurde am 14. Mai 1907 (erster Wahlgang) durchgeführt. Die Stichwahl entfiel auf Grund der absoluten Mehrheit für Huber im ersten Wahlgang.
| Kandidat                                                                       | Partei                                     | Wahlkreisstimmen | Prozent |
| ------------------------------------------------------------------------------ | ------------------------------------------ | ---------------- | ------- |
| Franz Huber                                                                    | deutsch-konservativer Kandidat             | 5903             | 67,7 %  |
| Erich Kluesemann                                                               | Deutscher Agrarier/Christlicher Bauernbund | 1901             | 21,8 %  |
| Johann Haiden                                                                  | Sozialdemokratische Arbeiterpartei         | 820              | 9,4 %   |
|                                                                                | Sonstige Parteien                          | 93               | 1,1 %   |
| Wahlberechtigte: 11.964, Ungültige/Leere Stimmen: 209, Wahlbeteiligung: 74,6 % |                                            |                  |         |

### Reichsratswahl 1911
Die Reichsratswahl 1911 wurde am 13. Juni 1911 (erster Wahlgang) durchgeführt. Die Stichwahl entfiel auf Grund der absoluten Mehrheit für Huber im ersten Wahlgang.
| Kandidat                                                                      | Partei                             | Wahlkreisstimmen | Prozent |
| ----------------------------------------------------------------------------- | ---------------------------------- | ---------------- | ------- |
| Franz Huber                                                                   | Christlichsoziale Partei           | 4616             | 62,9 %  |
| Leopold Klampfl                                                               | Deutsche Agrarier                  | 1868             | 25,5 %  |
| Michael Kolleger                                                              | Sozialdemokratische Arbeiterpartei | 811              | 11,1 %  |
|                                                                               | Sonstige Parteien                  | 42               | 0,6 %   |
| Wahlberechtigte: 12.379, Ungültige/Leere Stimmen: 55, Wahlbeteiligung: 59,7 % |                                    |                  |         |